# Congopyge maculatum
Congopyge maculatum är en mångfotingart. Congopyge maculatum ingår i släktet Congopyge och familjen Odontopygidae. Inga underarter finns listade i Catalogue of Life.